# Belägringen av Trsat
Belägringen av Trsat (kroatiska: Opsada Trsata) var ett fältslag som utspelade sig år 799 då frankiska och kroatiska styrkor drabbade samman vid Tarsatica (dagens Rijeka i Kroatien) och handlade om kontrollen över den medeltida bosättningen. I slaget besegrade de kroatiska styrkorna ledda av furst Višeslav de frankiska styrkorna ledda Erik av Friulien. I bataljen dödades Erik av Friulien och Tarsatica med rötter från antiken ödelades helt.

## Bakgrund och konsekvenser
Den frankiske markgreven Erik av Friulien kontrollerade sedan tidigare större delen av Istrien och Friulien. Hans maktambitioner innefattade även att ta kontroll över de kroatiska kuststäder som under antiken styrts av lokala härskare och stått under påvarnas och de bysantinska kejsarnas beskydd. Erik av Friulien dödades dock i de stridigheter som följde på det frankiska försöket att överta kontrollen över Tarsatica. Inte heller hans efterföljande markgreve Kadolachs försök att besegra kroaterna året därpå lyckades.
Fyra år efter slaget (år 803) accepterade Kroatien fredligt en begränsad frankisk överhöghet.

### Fotnoter
1. 1 2  Klaić, Vjekoslav. ”Vladanje knezova i kraljeva hrvatske krvi.” (på kroatiska). Povijest Hrvata – Od najstarijih vremena do svršetka XIX. stoljeća. Zagreb: Matica hrvatska. sid. 43. Läst 18 april 2020
2. ↑  Sinor 1990, s. 219
3. ↑  Rogers 2002, s. 77